# Čtyři klasické čínské romány
Čtyři klasické čínské romány (čínsky pchin-jinem Sìdàmíngzhù, znaky 四大名著) je souhrnné označení pro čtyři velká románová díla čínské literatury, která byla vybrána čínskými učenci jako nejvýznamnější (nelze je zaměňovat se Čtyřmi knihami vybranými Ču Siem jako úvod do studia konfucianismu).
Jde o tyto romány:
- Příběhy od jezerního břehu (konec 14. století), autor Š’ Naj-an a Luo Kuan-čung,
- Příběhy Tří říší (konec 14. století), autor Luo Kuan-čung,
- Putování na západ (konec 16. století), autor Wu Čcheng-en,
- Sen v červeném domě (1791), autor Cchao Süe-čchin.

První dva romány vznikly na základě starší lidové vypravěčské tradice. Příběhy od jezerního břehu jsou přepracováním a dotvořením tradičních čínských vyprávění o osudech zbojníka a lidového hrdiny Sung Ťianga a jeho druhů, kteří se v letech 1117–1121 vzbouřili a přebývali v bažinách u Žluté řeky. Příběhy Tří říší jsou zase svodem příběhů o době, kdy došlo k rozpadu chanského státu (zanikl roku 220), ke vzniku Tří říší na jeho troskách, k jejich soupeření ukončenému opětným sjednocením Číny říší Ťin roku 280.
Zatímco tyto dva romány zobrazují v podstatě historické události a s nimi spojené lidové hrdiny, třetí román Putování na západ (česky jako Opičí král) se od nich liší. Přestože je i toto dílo založené na skutečné historické události, kterou je putováním buddhistického mnicha Süan-canga (v románu se nazývá San-cang nebo Tripitaka) pro posvátné svitky súter z říše Tchangů až do Indie v letech 629–645, jde vlastně o pohádkový fantastický příběh zalidňující svět nejrůznějšími příšerami, démony a strašidly a jeho hlavním hrdinou je opičí král Sun Wu-kchung.
Jestliže byl ve všech třech již dříve zmíněných dílech hlavní složkou děj, v románu Sen v červeném domě je kladen důraz především na psychologii postav, lyrizující popis prostředí a na odsouzení pokrytecké morálky společnosti. Dílo je spíše určeno vrstvě vzdělanců než lidovému čtenáři, má subjektivnější ladění i autobiografické prvky a hlavní dějová linie je tvořena tragickým milostným příběhem.

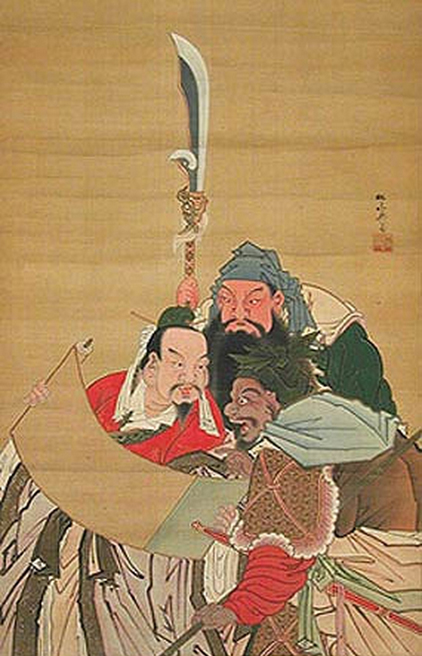
Příběhy Tří říší, japonská malba na hedvábí z 18. století
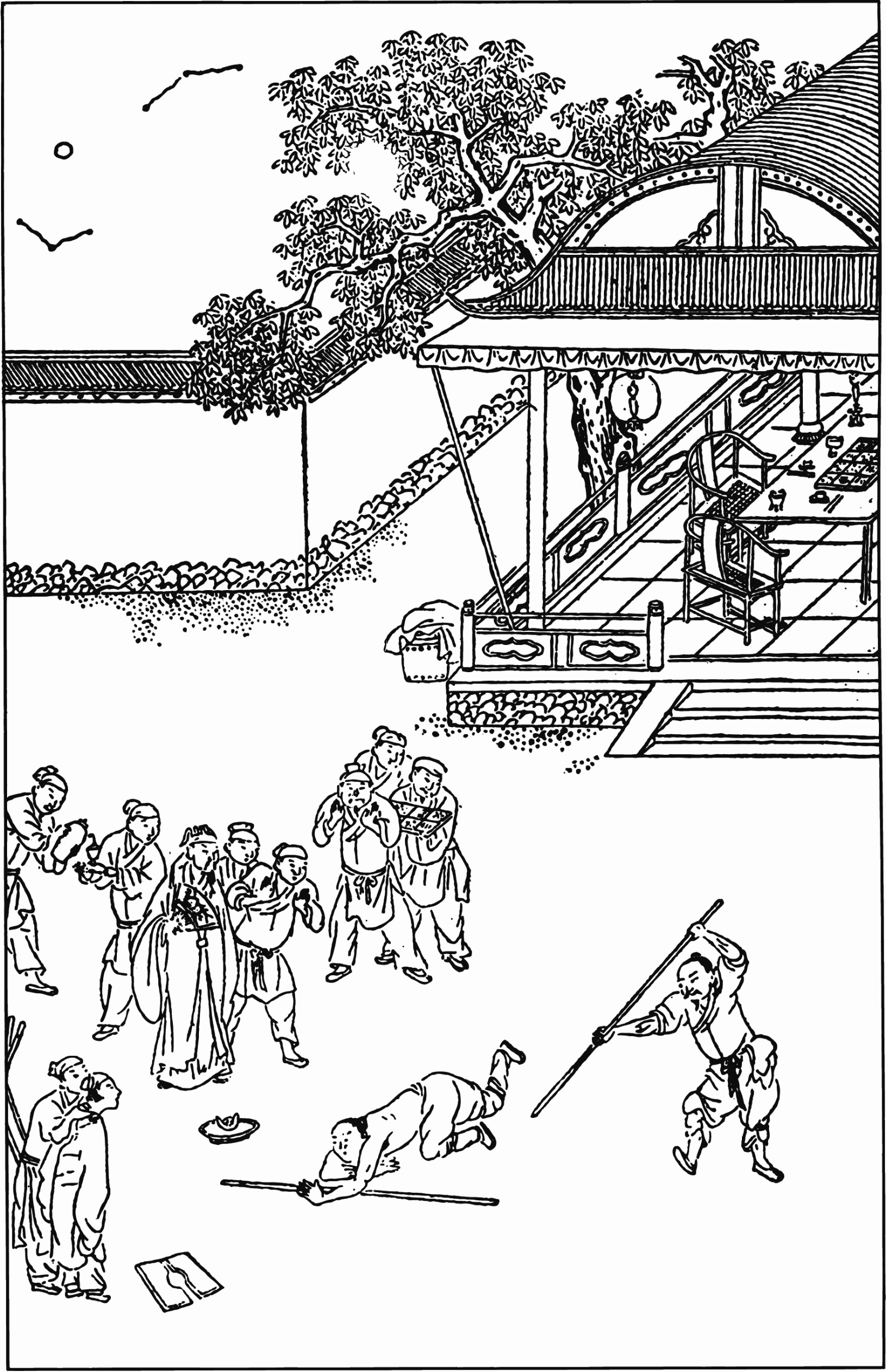
Příběhy od jezerního břehu, ilustrace z 15. století
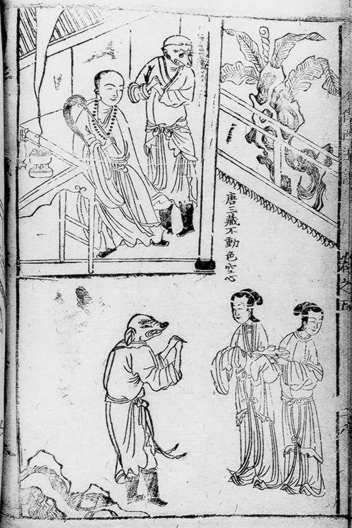
Putování na západ, čínský dřevoryt z 18. století
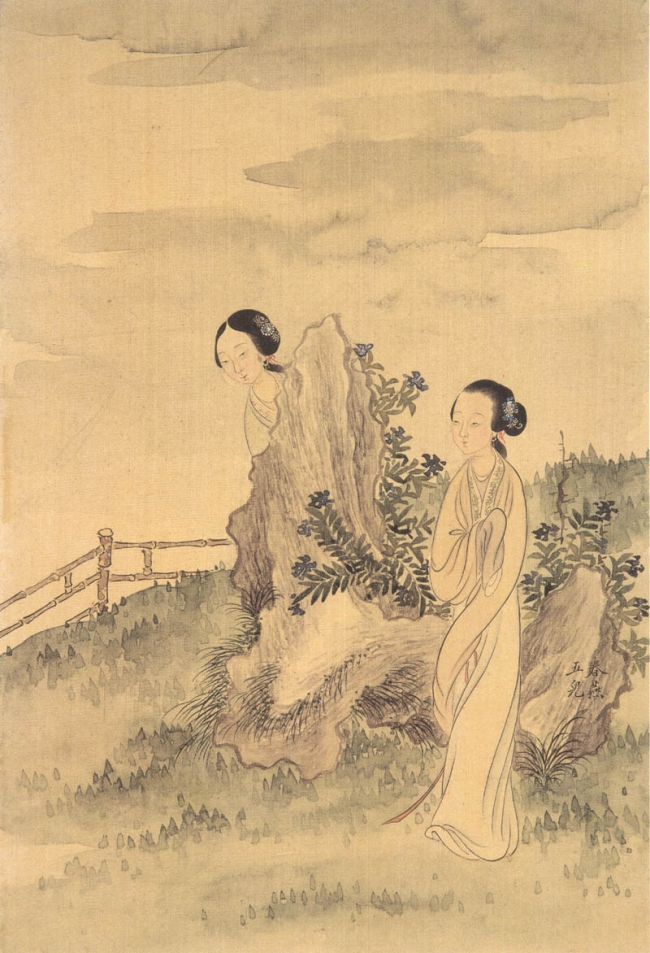
Sen v červeném domě, ilustrace, Kaj Čchi (1773–1828)

Literární historie však v souvislosti s těmito čtyřmi díly zmiňuje často ještě dvě další vrcholná čínská románová díla.
- Prvním z nich je anonymní román Ťin Pching Mej (česky jako Půvabné ženy) z konce 16. století který bývá někdy označován za erotický. V první řadě však v románu jde o kritiku zpustlé úřednické vrstvy a o zobrazení úpadku mravů ve společnosti, přičemž toto zobrazení nabývá až naturalistického charakteru.
- Druhým zmiňovaným románem je Neoficiální historie konfuciánů (česky jako Literáti a mandaríni), jehož autorem je Wu Ťing-c’ a který vznikl asi v letech 1747–1749. Přestože není zařazen mezi čtyři klasické čínské romány, je považován společně se Snem v červeném domě za vyvrcholení čínské klasické prózy. Jde o velké satirické dílo, ve kterém je satira, ironie, parodie a karikatura doprovázeny zobrazením marného boje mezi ideálem a přizpůsobivostí a kritikou bezduchého systému čínského vzdělávání, zkorumpovanosti a neschopnosti státní byrokracie.

## Česká vydání
Kromě Příněhů Tří říší byl do češtiny přeloženy všechny výše uvedené romány, byť některé ve zkrácené verzi.
- Š' Naj-an: Všichni lidé jsou bratři, Rudolf Škeřík, Praha 1937, z anglického překladu románu od Pearl S. Buckové z roku 1933 pod názvem All Men Are Brothers přeložili Zdeněk Vančura, Marie Nováková a Julie Matoušková.
- Čin Ping Mei čili Půvabné ženy, Václav Naňka, Praha 1948, zpracovala Sína Drahorádová-Lvová, znovu Maxima, Praha 1992, dosti volný a zkrácený překlad.
- Jin Ping Mei aneb Slivoň ve zlaté váze, přeložil Oldřich Král, Maxima, Lásenice 2012-2018, sedm svazků.
- Wu Čcheng-en: Opičí král (Vyprávění o putování na západ), SNDK, Praha 1961, přeložila Zdenka Heřmanová, znovu Svatá Mahatma, Brno 1994 a Albatros, Praha 1997, přeloženo ze zkráceného výboru čínského editora Žuo-ku určeného mládeži.
- Š' Naj-an: Příběhy od jezerního břehu, Naše vojsko, Praha 1962, vybral a přeložil Augustin Palát.
- Wu Ťing-c’: Literáti a mandaríni, SNKLU, Praha 1962, přeložil Oldřich Král, znovu Votobia, Olomouc 1995.
- Cchao Süe-čchin: Sen v červeném domě, Odeon, Praha 1986-1988, přeložil Oldřich Král, román vyšel ve třech dílech:
  - Sen v červeném domě 1. 1986,
  - Sen v červeném domě 2. 1988,
  - Sen v červeném domě 3. 1988.